# David Alfaro Siqueiros
Pour les articles homonymes, voir Alfaro.
David Alfaro Siqueiros (nommé à l'origine José de Jesús Alfaro Siqueiros et surnommé « El Coronelazo »), né le 29 décembre 1896 à Mexico et mort à Cuernavaca le 6 janvier 1974, est un artiste peintre et militaire mexicain.
Connu pour ses œuvres empreintes de réalisme social, en particulier ses fresques montrant l'histoire mexicaine, il est l'un des représentants du courant muraliste mexicain avec José Orozco et Diego Rivera.
Il participe à la révolution mexicaine dans les rangs de l'armée constitutionaliste de Venustiano Carranza. Militant communiste, il combat pendant la guerre civile espagnole avec l'armée républicaine et est impliqué dans une tentative d'assassinat visant le fondateur de l'armée rouge, Léon Trotsky, en 1940. Il reçut le prix Lénine pour la paix en 1966.

## Biographie
Siqueiros est le fils de l'avocat Cipriano Alfaro, d'origine portugaise, et de Teresa Siqueiros. Le prénom David lui fut donné par sa femme Graciela Amador.

### Carrière artistique

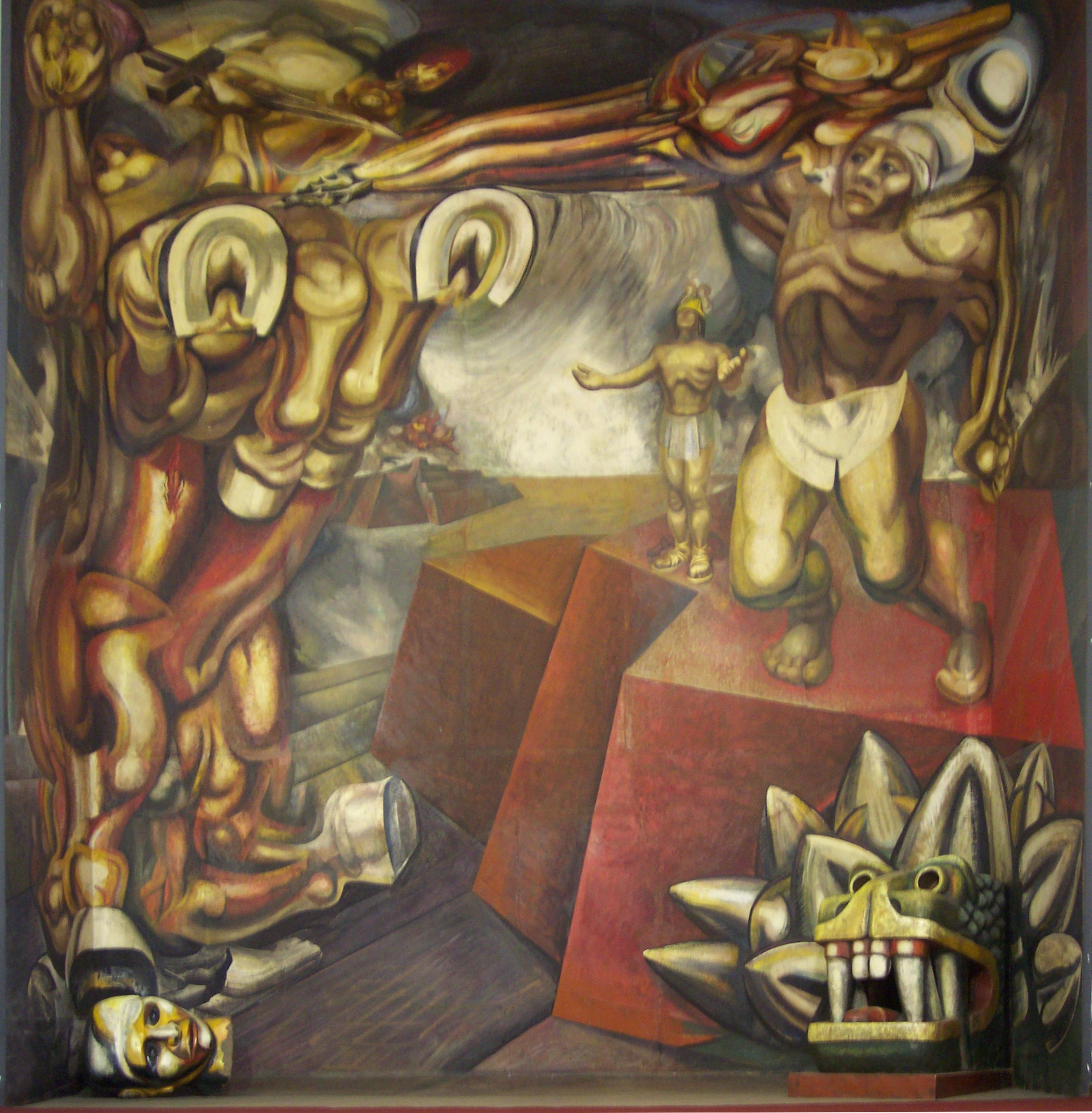
Cuauhtémoc contre le mythe, mural de David Alfaro Siqueiros au Tecpan de Tlatelolco (Mexico).

Ses réalisations notables à Mexico comprennent une fresque murale collaborative commandée par le syndicat des électriciens mexicains (1939-40), Du Porfiriat à la Révolution, au musée national d'histoire (1957-55), La Marche de l'humanité et le Polyforum Cultural Siqueiros sur l'Avenida de los Insurgentes (1965-71), puis son rôle afin de procurer des mandats de fresques murales par le parti au pouvoir, le PRI, aux artistes sur le campus de l'université nationale autonome du Mexique de Mexico dans les années 1950,. Il invente en 1936 une technique qu'il appelle « peinture accidentelle » dans laquelle l'instabilité de Rayleigh-Taylor joue un rôle capital.
Siqueiros est l'un des artistes mexicains qui réalisent pour le compte du gouvernement des fresques à cette époque, comme Diego Rivera, José Clemente Orozco et Rufino Tamayo.
Son art est un reflet direct de son époque, directement influencé par la révolution mexicaine et de la guerre civile entre factions révolutionnaires qui suivit le départ en exil de Porfirio Díaz en 1911.
Pendant la période entre les années 1920 à 1950 appelée « Renaissance mexicaine », Siqueiros s'applique à créer un art qui soit à la fois mexicain et universel et fait partie du mouvement muraliste mexicain. Il a peint notamment La nueva democracia, Víctimas de la guerra et Víctima del fascismo.
Siqueiros réalise en 1933 avec l'assistance de peintres argentins tels que Antonio Berni, Juan Carlos Castagnino, Lino Enea Spilimbergo et de l'uruguayen Enrique Lázaro une fresque pour décorer le sous-sol d'une propriété des environs de Buenos Aires. Cette œuvre, baptisée Ejercicio Plástico (Exercice plastique), représente des néréides. Oubliée pendant des décennies et conservée dans des conteneurs, elle a été déclarée d'intérêt artistique national par le gouvernement argentin et est restaurée avec l'appui du président mexicain Felipe Calderón La présidente Cristina Kirchner a souhaité que cette fresque, restaurée en 2009, fût exposée à Buenos Aires en 2010, pour la célébration du bicentenaire de la révolution de Mai, qui déboucha sur l'indépendance argentine. Elle se visite, depuis 2011, à l'intérieur du Musée du Bicentenaire.

### Parcours politique
L'activisme politique tient une part importante dans la vie de Siqueiros qui fréquemment l'inspire dans sa carrière artistique. En 1911, alors qu'il n'a que quinze ans, Siqueiros est inscrit à l'académie de San Carlos et participe à une grève estudiantine qui proteste contre les méthodes d'enseignement de l'académie et réclame le licenciement de son directeur.
Il participe à la révolution mexicaine. Après le départ de Victoriano Huerta en 1914, il intègre le bataillon d'étudiants carrancistes commandé par le lieutenant colonel Daniel Ríos Zertuche dit le « Batallón Mamá », car composé d'adolescents, puis il entre dans les rangs de l'armée constitutionaliste de Venustiano Carranza, placé sous les ordres de Manuel M. Diégez qui luttait alors contre la « División del Norte » du général Francisco Villa et contre l'« Ejército libertador del Sur » du général Emiliano Zapata. Il y obtient le grade de capitaine en second.
En 1918, il est envoyé par le gouvernement constitutionnaliste de Carranza à Paris en qualité d'attaché militaire pour l'Espagne, l'Italie et la France,.
En 1923, il adhère au Parti communiste mexicain. En 1924, il participe à la création d’El Machete, qui devient le journal officiel du parti en 1925, avec Diego Rivera, Jose Clo Orozco et Xavier Guerrero. Entre 1937 et 1938, il se bat aux côtés des forces républicaines lors de la guerre d'Espagne, contre le coup d'État militaire de Francisco Franco. Il sera exilé deux fois du Mexique, une fois en 1932 puis à nouveau en 1940, après sa tentative en tant que partisan de Staline d'assassinat de Léon Trotsky.
De 1919 à 1922, il visite la Belgique, la France, l'Italie et l'Espagne pour y étudier l'art. Tout au long de sa carrière, il voyage afin de promouvoir sa vision de la peinture murale, aux États-Unis, en Amérique du Sud (Uruguay, Argentine et Chili), à Cuba, en Europe, et en Union soviétique.
De retour au Mexique, il continue de militer, ce qui contrarie le pouvoir qui le condamne à plusieurs peines de prison, puis à une assignation à résidence à Taxco, dans le Guerrero, en 1931. Il est ensuite expulsé du Mexique et se réfugie à Los Angeles en 1932. L’élection de Lazaro Cardenas en 1934 lui permet de rentrer au Mexique. Il s’engage dans la guerre d'Espagne du côté des Républicains, où il combat pendant trois ans. Staliniste convaincu, il mène un assaut contre la résidence de Trotsky à Mexico, le 24 mai 1940, à la tête d’hommes qui ont combattu avec lui en Espagne et de mineurs de son syndicat. Bien qu’ils aient mitraillé et grenadé abondamment la maison de Trotsky, ils échouent à le tuer. Il est à nouveau emprisonné en 1959 par Adolfo Lopez Mateos pour avoir soutenu une grève des cheminots, et n’est libéré qu’en 1964.
Membre du parti communiste mexicain jusqu'à son décès, Siqueiros reçoit le prix Lénine pour la paix en 1966.
Il meurt à Cuernavaca en 1974. Il repose à la Rotonde des Hommes illustres à Mexico. Sa seconde femme Angelica est morte en 1989 à 80 ans.